# تامپونگا
تامپونگا شهری در شهرستان کونگوسی در استان بام در بورکینافاسوی شمالی است و جمعیت آن ۴۹۱ نفر است.